# Pecorino
O queijo pecorino é um queijo italiano feito de leite de ovelha (pecora significa ovelha em italiano). É um queijo duro, compacto e salgado, com sabor forte (dependendo do grau de maturação), muitas vezes usado em culinária, ralado. Existem vários tipos de pecorino, um dos mais conhecidos é o pecorino romano, fabricado na região próxima de Roma. Uma outra variedade do pecorino é o casu marzu, que foi tornado ilegal por questões sanitárias (pois utiliza larvas de mosca-do-queijo em sua produção).